# ジェオヴァンニ・デイベウソン・マウリシオ・ゴメス
ジェオヴァンニ・デイベルソン・マウリシオ・ゴメス（Geovanni Deiberson Maurício Gómez、1980年1月11日 - ）は、ブラジルミナスジェライス州出身の元サッカー選手。現役時代のポジションはミッドフィールダー。通称ジェオヴァンニ（Geovanni）。
ジオヴァンニこと、ジオヴァンニ・シウヴァ・ジ・オリヴェイラとは別人。

## 経歴
2000年シドニーオリンピックの活躍で注目を浴び2001年6月に1800万ユーロでクルゼイロECからFCバルセロナに移籍。シーズン序盤は出番も多く良いスタートを切ったジェオヴァンニだったが、ルイス・エンリケやガブリらとのポジション争いに敗れ、次第に出場機会が激減。2003年SLベンフィカへレンタル移籍し、翌年にはベンフィカへ完全移籍。2004年にポルトガルカップを獲得し、2005年には11年ぶりのベンフィカのリーグ優勝、2006年のチャンピオンズリーグベスト8進出に大きく貢献した。 
ベンフィカとの契約が切れた2006年アーセナル、エバートンからオファーが届くが結局は古巣のクルゼイロに戻ることとなる。しかし、1年後にもう一度自分の力を試すべくプレミアリーグへの挑戦を試み、ポーツマスFCのテストに参加していたが、マンチェスター・シティFCのスヴェン＝ゴラン・エリクソン監督の目にとまり、シティへの加入が決まった。マンチェスターダービーで貴重なゴールを上げたもののレギュラーは取れず、2008年ハル・シティAFCに移籍し残留に貢献。2009年にはチームが2部に降格した事もありアメリカのサンノゼ・アースクエイクスに移籍した。

## 代表歴
- ブラジル五輪代表
  - 2000年 - シドニーオリンピック (ベスト8)
- ブラジル代表
  - 2001年 - コパ・アメリカ (ベスト8)